# Dogora, the Space Monster
Pour plus de détails, voir Fiche technique et Distribution.
Dogora, the Space Monster est un film japonais du réalisateur Ishirô Honda sorti en 1964.

## Synopsis
La Terre est attaquée par Dogora, une créature de l'espace ressemblant à une méduse géante attirée par les diamants.

## Fiche technique
- Titre : Dogora, the Space Monster
- Titre original : Uchū Daikaijū Dogora (宇宙大怪獣ドゴラ)
- Titre anglais : Dogora, the Space Monster
- Réalisation : Ishirô Honda
- Scénario : Shinichi Sekizawa
- Musique : Akira Ifukube
- Pays d'origine : Japon
- Langue : japonais
- Format : Couleur
- Genre : Action, science-fiction,  Kaiju eiga
- Durée : 81 minutes
- Date de sortie :
  - Japon : 11 août 1964
- Monstres : Dogora